# Юлюс Янонис (фильм)
«Юлюс Янонис» (лит. Julius Janonis) — советский фильм 1959 года снятый на Литовской киностудии, режиссёры Балис Браткаускас и Витаутас Дабашинскас.
Фильм-биография о литовском поэте и революционере Юлюсе Янонисе, за исполнение роли актёр Генрикас Кураускас удостоен Госпремии Литовской ССР.

## Сюжет
В 1916 году Юлюс Янонис приезжает в Петроград, чтобы учиться в университете и продолжать подпольную борьбу. Но оказывается в тюрьме. Голые холодные стены, одиночная камера. Только революция приносит освобождение. Снова редакция газеты, бессонные ночи, поездки на фронт. В одну из них Юлюс заболевает. Врач осмотрел больного и отвёл в сторону его друзей — положение больного безнадёжно. Последние слова долетают до Янониса. Когда друзья уходят, Юлюс поднимается. Он идёт, шатаясь, навстречу ветру и шепчет свои последние стихи во имя жизни…

Биография поэта — трудное детство (сын бедняка), первые маевки и первые революционные стихи, написанные им в гимназические годы, преследования местной буржуазии и царской охранки, тюрьма и трагическая смерть — дала богатый материал для раскрытия образа его незаурядной личности.— Мальцене М. — Кино Советской Литвы. Серия: Киноискусство союзных республик. — Л.: Искусство, 1980. — 248 с. — стр. 38

## В ролях
В главных ролях:
- Генрикас Кураускас — Юлюс Янонис
- Гражина Баландите — Юсте, подруга Янониса
- Балис Бараускас — Эдвардас
- Эляна Яцкуте[1] — Милда

В остальных ролях:
- Юозас Мажейка — Карклюс, адвокат
- Витаутас Канцлерис — Владас Гиринис
- Альфонсас Амбрасас — Миколас
- Наполеонас Накас — Жвирблис
- Ромаульдас Юкнявичюс — полковник
- Альгимантас Масюлис — Вацекас
- Стяпас Юкна — Альшенас
- Александр Янкевский — Алексей Иванович
- Пятрас Биржис — отец Юсте
- Альфонас Радзявичюс — начальник охранки
- Балис Браткаускас — агент охранки
- Казимира Кимантайте — гостья на балу у Карклюса
- Она Кнапките-Юкнявичене — гостья на балу у Карклюса
- Валерия-Ванда Груодите-Раткявичене — мать Юлюса Янониса
- Стасис Раткявичюс — отец Юлюса Янониса
- Гражина Блинайте — женщина на улице
- Юозас Ригертас — гимназист
- Феликс Эйнас — гимназист
- Фердинандас Якшис — гимназист
- Бронюс Киселюс — жандарм
- Юозас Канопка — эпизод
- Пятрас Зулонас — эпизод

На русский язык роли дублировали:
- Олег Голубицкий — Юлюс Янонис, роль Хенрикаса Кураускаса
- Нина Зорская — Юсте, роль Гражины Баландите
- Владимир Гусев — Эдвардас, роль Балиса Бараускаса
- Виктор Файнлейб — Карклюс, роль Юозаса Мажейка
- Борис Битюков — Гиринис, роль Витаутаса Канцлериса
- Павел Винник — Миколас, роль Альфонсаса Амбрасаса
- Константин Тыртов — полковник, роль Ромуальдаса Юкнявичюса
- Олег Мокшанцев — Вацекас, роль Альгимантаса Масюлиса
- Алексей Алексеев — Юкна, роль Стяпаса Юкны
- Серафима Холина — Милда, роль Елены Яцкуте

## Критика
Фильм был признан удачным, при том, что его режиссёры — начинающие — актёр Витаутас Дабашинскас и недавний выпускник ВГИКа Балис Браткаускас, отмечалось, что в фильме «преобладали традиционное изобразительное решение и однозначность характеров», картина была признана достижением кинематографа Литовской ССР, свидетельствующим «о профессиональной зрелости литовских кинематографистов», а журнал «Коммунист», орган ЦК Компартии Литовской ССР, отмечал:

Создатели фильма успешно преодолели много серьезных препятствий, всегда возникающих при создании фильмов биографического содержания, когда его авторов сковывает фактический материал, а именно: монотонность …рассказа, сюжетная разбросанность, отсутствие напряженности действия, укоренившиеся уже штампы и шаблон.
Высоко было отмечено исполнение ролей Генрикаса Кураускаса и Гражины Баландите, операторская работа:

Заглавную роль сыграл актер Вильнюсского академического театра драмы Г. Кураускас, незадолго до этого создавший образ Юлюса Янониса на театральной сцене. Режиссура и работа оператора Э. Розовского помогли актёру обрести внутреннюю свободу и непосредственность. Г. Кураускас передал не только героические черты характера Янониса, ушедшего из жизни двадцатилетним юношей, но он как бы проник в чуткую, легкоранимую душу поэта, вместе с ним испытал жажду действия и трагическое бессилие в борьбе со смертельной болезнью.— Мальцене М. — Кино Советской Литвы. Серия: Киноискусство союзных республик. — Л.: Искусство, 1980. — 248 с. — стр. 38

В роли подруги поэта — Юсте, перед актрисой стояла нелёгкая задача. Ведь Юсте историческое лицо, революционерка. Актрисе надо было создать образ девушки, с которой Янонис был связан тесной боевой дружбой. … Роль Юсте явилась для Гражины большой творческой школой.— Советский экран, 1967